# Svart kärrlöpare
Svart kärrlöpare (Agonum emarginatum) är en skalbaggsart som först beskrevs av Leonard Gyllenhaal 1827.  Svart kärrlöpare ingår i släktet Agonum, och familjen jordlöpare. Enligt den finländska rödlistan är arten nära hotad i Finland. Arten är reproducerande i Sverige. Artens livsmiljö är strandängar vid sötvatten.